# Draba lonchocarpa
Draba lonchocarpa là một loài thực vật có hoa trong họ Cải. Loài này được Rydb. mô tả khoa học đầu tiên năm 1900.